# (35257) 1996 HM14
1996 HM14 (asteroide 35257) é um asteroide da cintura principal. Possui uma excentricidade de 0.24259740 e uma inclinação de 2.93241º.
Este asteroide foi descoberto no dia 17 de abril de 1996 por Eric Walter Elst em La Silla.